# Isabel Delemarre
Isabel Delemarre (* 21. April 1978 in Karlsruhe als Isabel Werner) ist eine Musikerin und deutsche Schachspielerin.

## Schach

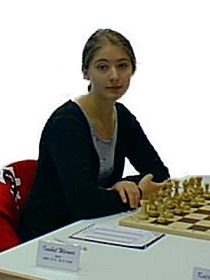
Isabel Werner (1998)

Isabel erlernte Schach mit fünf Jahren von ihrem Vater. Zusammen mit ihrer älteren Schwester Veronika nahm sie an den Jugendweltmeisterschaften 1994 in Szeged teil. Veronika wurde geteilte Fünfte bei den Mädchen U18, während Isabel Platz 16 bei den Mädchen U16 belegte.
Im Jahre 1996 erreichte Isabel bei der U18-Weltmeisterschaft der Mädchen in Cala Galdana den siebten Platz. 1997 bei der Jugendeuropameisterschaft U20 weiblich in Tallinn in Estland  wurde sie Fünfte hinter Tetjana Kononenko und schaffte ihre dritte WIM-Norm. Im Jahre 1998 erhielt sie von der FIDE den Titel Internationale Meisterin der Frauen (WIM).
Sie war zweimal Deutsche Jugendmeisterin in der Altersklasse U20 weiblich, und zwar 1996 in Halle (Saale) und 1998 in Schierke. Bei den Juniorinnenweltmeisterschaften 1998 in Kalikut (Indien) belegte sie den vierten Rang, einen halben Punkt hinter der drittplatzierten Irina Krush. Beim Dresdner Open 1999 erzielte sie eine Frauengroßmeisternorm.
Isabel Delemarre hat seit einem Einsatz in der Saison 2011/12 der Frauenbundesliga keine gewertete Partie mehr gespielt und wird daher bei der FIDE als inaktiv geführt.
Isabel Delemarre ist Mitglied der Karlsruher Schachfreunde und war bei diesem zwischen 1996 und 2013 in der Frauenbundesliga gemeldet, kam aber ab 2003 nur noch sporadisch zum Einsatz. In der niederländischen Meesterklasse hatte Delemarre in der Saison 2003/04 einen Einsatz beim Meister ZZICT/De Variant Breda.
Ihre Schwester Veronika Kiefhaber (* 1976) ist ebenfalls WIM, ihr Vater Clemens Werner (* 1946) ist FIDE-Meister, Internationaler Meister im Fernschach und Deutscher Seniorenmeister 2010.

## Musik
Sie hat 2005 ihr Examen als Sopranistin am Koninklijk Conservatorium Den Haag abgelegt. Im Jahr 2011 hat sie gemeinsam mit David Jansen (Orgel, Cembalo) die CD „Sweeter Than Roses“ aufgenommen. Im Jahre 2000 zog sie in die Niederlande, seit 2014 lebt sie in Hamburg.